# Georges Paulmier
Georges Paulmier (Frepillon, 24 de setembro de 1882 - Chateaudin, 30 de dezembro de 1965) foi um ciclista profissional da França.

## Participações no Tour de France
- Tour de France 1908: 6º colocado na classificação geral
- Tour de France 1910: 12º colocado na classificação geral
- Tour de France 1911: 16º colocado na classificação geral